# Thudaca mimodora
Thudaca mimodora là một loài bướm đêm thuộc họ Oecophoridae. Nó được tìm thấy ở Úc.
Sải cánh dài khoảng 20 mm. Adults have satin white wings with two brown diagonal stripes and a brown border around each forewing.
Ấu trùng ăn rễ của Leptospermum. Chúng có màu xanh lá cây và sống trong một mạng nhẹ.

## Hình ảnh

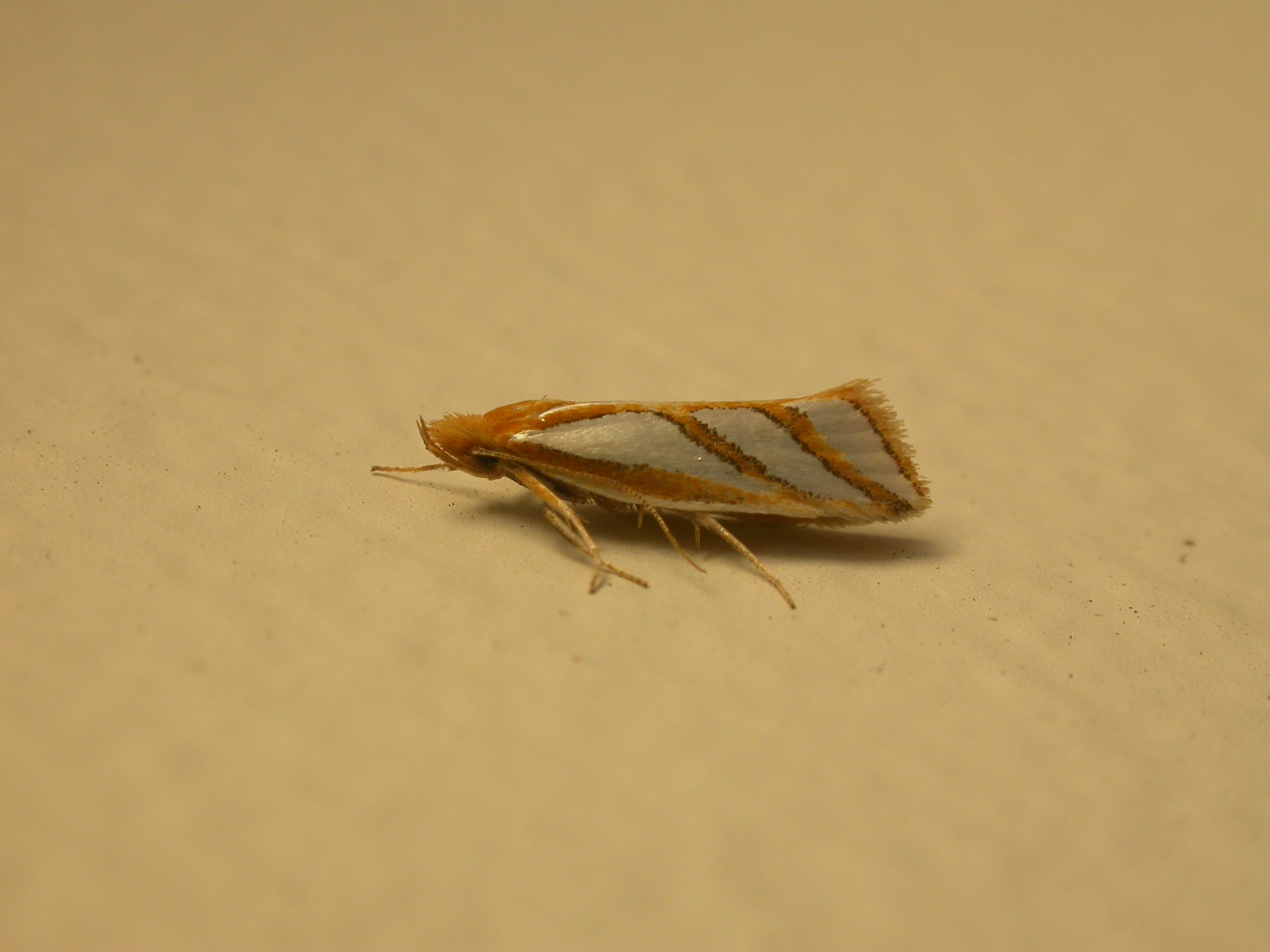